# Paralabulla
Paralabulla Wunderlich, 2004 è un genere di ragni fossili appartenente alla famiglia Linyphiidae.

## Caratteristiche
Gli esemplari finora raccolti di questo genere risalgono tutti al Paleogene.

## Distribuzione
Le tre specie oggi note di questo genere sono state rinvenute in alcune ambre baltiche dell'Europa settentrionale, principalmente della zona di Bitterfeld, cittadina tedesca.

## Tassonomia
Dal 2012 non sono stati esaminati altri esemplari, né sono state descritte sottospecie.
A dicembre 2012, si compone di tre specie descritte e una non definita; di tre specie secondo l'aracnologo Tanasevitch
- †Paralabulla bitterfeldensis Wunderlich, 2004 - ambra di Bitterfeld risalente al Paleogene [1].
- †Paralabulla dubia Wunderlich, 2004 - ambra baltica risalente al Paleogene
- †Paralabulla succinifera Wunderlich, 2004 - ambra baltica risalente al Paleogene
- †Paralabulla sp. Wunderlich, 2004 e, 2012 - ambra di Bitterfeld risalente al Paleogene